# 富山県立となみ総合支援学校
富山県立となみ総合支援学校（とやまけんりつ となみそうごうしえんがっこう）は、富山県南砺市にある県立の特別支援学校である。

## 沿革
- 1982年
  - 4月1日 - 設置[3]。
  - 4月10日 - 開校式[4]。
  - 4月12日 - 第1回入学式[4]。
- 1983年
  - 1月8日 - となみ養護学校砺波学園分校（現・富山県立となみ東支援学校）が養護教育を開始。同年1月12日には校舎の完成式挙行[5]。
- 1996年 - 高等部設置（工業科、家政科）[3]。

## 設置学部
- 小学部
- 中学部
- 高等部

## 交通アクセス
- 東海北陸自動車道 福光ICより車で約6分
- 最寄駅　JR城端線 越中山田駅 （約2.6ｋｍ）